# آزالیای ساحلی
آزالیای ساحلی(نام علمی: Rhododendron atlanticum) نام یک گونه از سرده خرزه هندی است.